# KS Murowana Goślina
KS Murowana Goślina  (auch KS Piecogaz Murowana Goślina) ist ein polnischer Volleyballverein aus Murowana Goślina, der in der zweithöchsten polnischen Frauen-Volleyballliga I liga Kobiet spielt.

## Team
Der Kader für die Saison 2017/18 besteht aus 13 Spielerinnen. Trainer ist Piotr Sobolewski.